# Список разменных денежных единиц
Список разменных денежных единиц — перечень единиц измерения денежных сумм, равных определённой доле базовой денежной единицы (валюты). Как правило, это монеты, реже банкноты или не имеющие физической формы счётные единицы, которые используется для мелких расчётов и называются разменными, дробными или производными.
Денежные единицы сгруппированы по этимологическому принципу, то есть по принципу происхождения наименования.
Список находящихся в обращении разменных денежных единиц приведён в статье «Существующие разменные денежные единицы».

## Вводные замечания

### Некоторые местные особенности
Слово «пиастр» происходит от итал. piastra d'argento — плитка серебра. Неофициально пиастрами называются турецкий куруш, канадский и американский доллары (во франкоговорящих регионах Канады, на Гаити, в других регионах с широким распространением французского языка), официально на европейских языках — разменные денежные единицы Египта, Иордании, Ливана, Сирии и Судана. На арабском языке разменные монеты перечисленных государств официально называются гирш, груш, керш, кирш или кырш (англ. gersh, ghirsh, grush, qirsh). Они происходят от турецкого куруша (англ. kurush) и являются родственными по отношению к слову «грош» (от лат. grosso — большой). В Иордании на европейских языках для единственного числа официально используется слово «кирш» (1 qirsh), для множественного — «пиастры» (10 piastres).
В Швейцарии, где разменная единица носит различные названия на четырёх официальных языках, сокращается как c. (от фр. centime), Rp. (от нем. Rap), rp. (от романш. rap) или ct. (от итал. centesimo).
В Сомали разменная монета официально называется: на английском языке — цент, на итальянском — чентезимо, на арабском и сомалийском — сенти.

### Условные обозначения
В колонке «Наименование на русском языке» публикуется название денежной единицы, принятое в «Википедии»; прочие варианты приведены в колонке «Примечания».
| Условное обозначение | Расшифровка             | Условное обозначение | Расшифровка                | Условное обозначение | Расшифровка                                                      |
| -------------------- | ----------------------- | -------------------- | -------------------------- | -------------------- | ---------------------------------------------------------------- |
| м                    | Склоняется, мужской род | м                    | Не склоняется, мужской род | м (с)                | Не склоняется, мужской или средний род; предпочтительнее мужской |
| с                    | Склоняется, средний род | c                    | Не склоняется, средний род | с (м)                | Не склоняется, средний или мужской род; предпочтительнее средний |
| ж                    | Склоняется, женский род | ж                    | Не склоняется, женский род | с / м                | Не склоняется, средний или мужской род                           |

## Наименования, образованные отиндоевропейских числительных

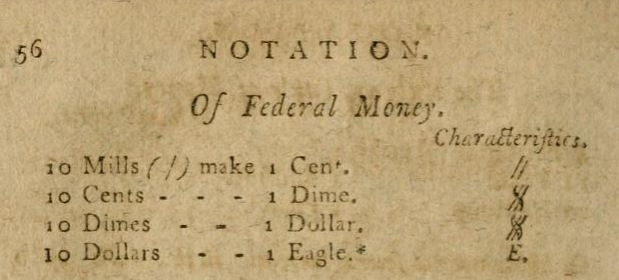
Символы американских десятичных милля, цента, дайма, доллара и игла, которые в 1797 году предложил Ченси Ли (Chauncey Lee)

Самую большую группу находящихся в обращении разменных денежных единиц составляют образованные от индоевропейских числительных, прежде всего от слова «сто». Это связано с утверждением сначала в США и основных европейских странах, а затем и в их колониях десятичного принципа денежного счета с новыми, отличающимися от традиционных, наименованиями денежных единиц, которые основаны на латинских словах, означающих «десять», «сто», «тысяча».
Хронологически первым европейским государством, где был введён десятичный принцип денежного счета, является Россия. В ходе денежной реформы Петра I (1698—1704) в денежном обращении утвердился серебряный рубль, равный 100 копейкам (и рубль, и копейка существовали и ранее, но рубль только в качестве счётной денежной единицы, а копейка — второстепенного номинала, поскольку денежный счёт велся прежде всего в денгах и алтынах, соответственно 1/2 и 3 копейки). Однако в странах Европы это событие осталось почти незамеченным, и они ещё почти век чеканили монеты, подчинённые прежде всего принципу £sd, когда самая крупная денежная единица равна 20 двадцати более мелких, которые в свою очередь делятся на 12 ещё более мелких (например, 1 ливр = 20 су = 240 денье). Примером для подражания стала не Россия, а Франция и Соединённые штаты.
В Соединённых штатах в 1792 году был введён доллар, состоящий из 10 даймов, 100 центов или 1000 миллей (последние в качестве денежных знаков никогда не выпускались, но использовались как счётная денежная единица). Во Франции в 1795 году сначала в качестве параллельной ливру, а с 1803 года основной денежной единицы появился франк, а также его десятая часть десим и сотая — сантим. Чуть раньше Франции, в 1794 году, десятичная денежная единица появилась в Женевской республике — женевуаз и те же десим и сантим. Однако уже в 1795 году их чеканка была прекращена.
Под влиянием этих двух монетных систем — французской и американской — в течение XIX века на десятичный принцип денежного счета перешло и большинство стран Европы. Последними европейскими странами, где была введена десятичный денежная система стали Великобритания и Ирландия. Подчинённый принципу £sd фунт стерлингов (20 шиллингов или 240 пенсов) в 1971 году стал десятичным (100 пенсов).

### «Тысяча» (лат.mīlle, mīle)
| Наименование     | Наименование     | Наименование     | Наименование                  | Наименование   | Эмитент       | Период        | Доля базовой денежной единицы                | Примечания                                            |
| На русском языке | На русском языке | На русском языке | На языке эмитента             | Значение корня | Эмитент       | Период        | Доля базовой денежной единицы                | Примечания                                            |
| Ед. число        | Мн. число        | Род              | На языке эмитента             | Значение корня | Эмитент       | Период        | Доля базовой денежной единицы                | Примечания                                            |
| От лат. Mille    | От лат. Mille    | От лат. Mille    | От лат. Mille                 | От лат. Mille  | От лат. Mille | От лат. Mille | От лат. Mille                                | От лат. Mille                                         |
| ---------------- | ---------------- | ---------------- | ----------------------------- | -------------- | ------------- | ------------- | -------------------------------------------- | ----------------------------------------------------- |
| Милль            | Милли            | м                | англ. Mill, mil от лат. Mille | Тысяча         | Палестина     | 1927—1948     | 1⁄1000 палестинского фунта                   | Вариант: Мил                                          |
| Милль            | Милли            | м                | от лат. Mille                 | Тысяча         | Израиль       |               | 1⁄1000 израильской лиры                      |                                                       |
| Милль            | Милли            | м                | от лат. Mille                 | Тысяча         | Мальта        | 1949—2008     | 1⁄1000 мальтийского фунта и мальтийской лиры | Вариант: Миль                                         |
| Милль            | Милли            | м                | от лат. Mille                 | Тысяча         | Кипр          |               | 1⁄1000 кипрского фунта                       | Вариант: Миль                                         |
| Милль            | Милли            | м                | англ. Mill от лат. Mille      | Тысяча         | США           | 1796 →        | 1⁄1000 доллара США                           | Счётная денежная единица, в виде монет не выпускалась |
| Милль            | Милли            | м                | от лат. Mille                 | Тысяча         | Гонконг       | 1863—1866     | 1⁄1000 гонконгского доллара                  | Варианты: Вэнь, Цянь, Мит                             |
| Миллим           | Миллимы          | м                | от лат. Mille                 | Тысяча         | Тунис         | 1960 →        | 1⁄1000 тунисского динара                     |                                                       |
| Милльем          | Милльемы         | м                | от лат. Mille                 | Тысяча         | Египет        | 1888 →        | 1⁄1000 египетского фунта                     | В настоящее время счётная денежная единица            |
| Милльем          | Милльемы         | м                | от лат. Mille                 | Тысяча         | Ливия         | ?—1971        | 1⁄1000 ливийского динара                     |                                                       |
| Милльем          | Милльемы         | м                | от лат. Mille                 | Тысяча         | Судан         | 1957—1971     | 1⁄1000 суданского фунта                      |                                                       |
| Милесимо         | Милесимо         | ?                | лат. Mille                    | Тысяча         | Чили          | 1960—1975     | 1⁄1000 чилийского эскудо                     |                                                       |

### «Сто» (лат.centum)
От латинского слова centum («сто») происходят названия разменных денежных единиц нескольких десятков англо-, франко-, итало-, испано- и португалоговорящих стран:
- сантим (фр. centime);
- сентаво (порт. и исп. centavo — дословно «одна сотая»);
- сентесимо и чентезимо (исп. и итал. centesimo от лат. centesimus — также «одна сотая»);
- сентимо (порт. cêntimo, исп. céntimo);
- цент (англ. cent) и производные от него евроцент, сен, сене, сенти, сенити и др.

В Гонконге и Макао 1/100 базовой валюты обозначается иероглифом 仙, который читается как «син» (англ. sin) — заимствование слова «цент» из английского.
Согласно декларации 2 Постановления Совета Европейского союза № 974/98 от 03.05.1998, официальное наименование разменной денежной единицы евро — цент (в частности, для использования во всех официальных текстах). Однако странам — участницам союза не запрещается использовать другие, локальные наименования. Название евроцент часто употребляется для отличия этой разменной денежной единицы от других разновидностей цента.
| Наименование         | Наименование     | Наименование     | Наименование                                       | Наименование   | Эмитент               | Период | Доля базовой денежной единицы             | Примечания             |
| На русском языке     | На русском языке | На русском языке | На языке эмитента                                  | Значение корня | Эмитент               | Период | Доля базовой денежной единицы             | Примечания             |
| Ед. число            | Мн. число        | Род              | На языке эмитента                                  | Значение корня | Эмитент               | Период | Доля базовой денежной единицы             | Примечания             |
| Цент                 | Цент             | Цент             | Цент                                               | Цент           | Цент                  | Цент   | Цент                                      | Цент                   |
| -------------------- | ---------------- | ---------------- | -------------------------------------------------- | -------------- | --------------------- | ------ | ----------------------------------------- | ---------------------- |
| Цент                 | Центы            | м                |                                                    |                | Европейский союз      | 2002 → | 1⁄100 евро                                | Вариант: Евроцент      |
| Цент                 | Центы            | м                | англ. Cent                                         | Сто            | США                   |        | 1⁄100 доллара США                         |                        |
| Цент                 | Центы            | м                | англ. Cent                                         | Сто            | ОВКГ                  |        | 1⁄100 восточно-карибского доллара         |                        |
| Цент                 | Центы            | м                | нидерл. Cent папьям. ?                             | Сто            | Аруба                 |        | 1⁄100 арубанского флорина                 |                        |
| Цент                 | Центы            | м                | англ. Cent                                         | Сто            | Австралия             |        | 1⁄100 австралийского доллара              |                        |
| Цент                 | Центы            | м                | англ. Cent                                         | Сто            | Багамские Острова     |        | 1⁄100 багамского доллара                  |                        |
| Цент                 | Центы            | м                | англ. Cent                                         | Сто            | Барбадос              |        | 1⁄100 барбадосского доллара               |                        |
| Цент                 | Центы            | м                | англ. Cent                                         | Сто            | Белиз                 |        | 1⁄100 белизского доллара                  |                        |
| Цент                 | Центы            | м                | англ. Cent                                         | Сто            | Бермуды               |        | 1⁄100 бермудского доллара                 |                        |
| Цент                 | Центы            | м                | англ. и фр. Cent                                   | Сто            | Канада                |        | 1⁄100 канадского доллара                  |                        |
| Цент                 | Центы            | м                | англ. Cent                                         | Сто            | Острова Кайман        |        | 1⁄100 доллара Каймановых островов         |                        |
| Цент                 | Центы            | м                | англ. Cent маори ?                                 | Сто            | Новая Зеландия        |        | 1⁄100 новозеландского доллара             |                        |
| Цент                 | Центы            | м                | англ. и нидерл. Cent папьям. ?                     | Сто            | Кюрасао · Синт-Мартен |        | 1⁄100 нидерландского антильского гульдена |                        |
| Цент                 | Центы            | м                | араб. سنت‎                                          | Сто            | Эритрея               |        | 1⁄100 накфы                               |                        |
| Цент                 | Центы            | м                | англ. Cent фидж. ? фидж. хинди सेंट                  | Сто            | Фиджи                 |        | 1⁄100 доллара Фиджи                       |                        |
| Цент                 | Центы            | м                | англ. Cent                                         | Сто            | Гайана                |        | 1⁄100 гайанского доллара                  |                        |
| Цент                 | Центы            | м                | кит. 仙, пиньинь Sin                               | Сто            | Гонконг               | 1863 → | 1⁄100 гонконгского доллара                |                        |
| Цент                 | Центы            | м                | англ. Cent                                         | Сто            | Ямайка                |        | 1⁄100 ямайского доллара                   |                        |
| Цент                 | Центы            | м                | англ. Cent суахили Senti                           | Сто            | Кения                 |        | 1⁄100 кенийского шиллинга                 |                        |
| Цент                 | Центы            | м                | англ. Cent сесото и африк. Sente                   | Сто            | ЮАР                   |        | 1⁄100 южноафриканского рэнда              |                        |
| Цент                 | Центы            | м                | англ. Cent                                         | Сто            | Либерия               |        | 1⁄100 либерийского доллара                |                        |
| Цент                 | Центы            | м                | англ. Cent                                         | Сто            | Маврикий              |        | 1⁄100 маврикийской рупии                  |                        |
| Цент                 | Центы            | м                | англ. Cent                                         | Сто            | Намибия               |        | 1⁄100 намибийского доллара                |                        |
| Цент                 | Центы            | м                | англ. и фр. Cent                                   | Сто            | Сейшельские Острова   |        | 1⁄100 сейшельской рупии                   |                        |
| Цент                 | Центы            | м                | англ. Cent                                         | Сто            | Сьерра-Леоне          |        | 1⁄100 леоне                               |                        |
| Цент                 | Центы            | м                | англ. Cent                                         | Сто            | Соломоновы Острова    |        | 1⁄100 доллара Соломоновых Островов        |                        |
| Цент                 | Центы            | м                | англ. Cent итал. Centesimo сомал. Senti араб. سنت‎  | Сто            | Сомали                |        | 1⁄100 сомалийского шиллинга               |                        |
| Цент                 | Центы            | м                | англ. Cent итал. Centesimo сомал. Senti араб. سنت‎  | Сто            | Сомалиленд            |        | 1⁄100 сомалилендского шиллинга            |                        |
| Цент                 | Центы            | м                | синг. ? там. சதம்                                   | Сто            | Шри-Ланка             |        | 1⁄100 шри-ланкийской рупии                |                        |
| Цент                 | Центы            | м                | нидерл. Cent                                       | Сто            | Суринам               |        | 1⁄100 суринамского доллара                |                        |
| Цент                 | Центы            | м                | англ. и свати Cent                                 | Сто            | Свазиленд             |        | 1⁄100 лилангени                           |                        |
| Цент                 | Центы            | м                | англ. Cent суахили Senti                           | Сто            | Танзания              |        | 1⁄100 танзанийского шиллинга              |                        |
| Цент                 | Центы            | м                | англ. Cent                                         | Сто            | Тринидад и Тобаго     |        | 1⁄100 доллара Тринидада и Тобаго          |                        |
| Цент                 | Центы            | м                | англ. Cent шона ?                                  | Сто            | Зимбабве              |        | 1⁄100 зимбабвийского доллара              |                        |
| Цент                 | Центы            | м                | англ. Cent суахили Senti                           | Сто            | Уганда                |        | 1⁄100 угандийского шиллинга               |                        |
| Цент                 | Центы            | м                | амх. ሳንቲም                                          | Сто            | Эфиопия               |        | 1⁄100 быра                                |                        |
| Цент                 | Центы            | м                | лит. Centas                                        | Сто            | Литва                 |        | 1⁄100 лита                                | Варианты: Сентас, Сент |
| Производные от цента |                  |                  |                                                    |                |                       |        |                                           |                        |
| Сен                  | Сены             | м                | малайск. Sen                                       | Сто            | Бруней                | 1967 → | 1⁄100 брунейского доллара                 | Вариант: Цент          |
| Сен                  | Сены             | м                | малайск. Sen                                       | Сто            | Малайзия              | 1967 → | 1⁄100 малайзийского ринггита              | Вариант: Цент          |
| Сен                  | Сены             | м                | малайск. и англ. Sen там. சதம் кит. 分, пиньинь fēn | Сто            | Сингапур              | 1967 → | 1⁄100 сингапурского доллара               | Вариант: Цент          |
| Сен                  | Сены             | м                | индон. Sen                                         | Сто            | Индонезия             | 1945 → | 1⁄100 индонезийской рупии                 | Вариант: Цент          |
| Сен                  | Сены             | м                | кхмер. សេន                                          | Сто            | Камбоджа              | 1955 → | 1⁄100 камбоджийского риеля                | Вариант: Цент          |
| Сене                 | Сене             | ?                | англ. и самоан. Sene                               | Сто            | Самоа                 |        | 1⁄100 самоанской талы                     | Вариант: Цент          |
| Сенити               | Сенити           | ?                | англ. и тонг. Senti                                | Сто            | Тонга                 |        | 1⁄100 паанги                              | Вариант: Цент          |
| Сенте                | Лисенте          | ?                | англ. и сесото Sente, мн. Lisente                  | Сто            | Лесото                |        | 1⁄100 лоти                                |                        |
| Сент                 | Сенты            | м                | эст. Sent                                          | Сто            | Эстония               |        | 1⁄100 эстонской кроны                     |                        |

### «Сотая часть» (лат.centēsimo)
| Наименование         | Наименование     | Наименование     | Наименование                                                 | Наименование   | Эмитент                    | Период    | Доля базовой денежной единицы | Примечания                              |
| На русском языке     | На русском языке | На русском языке | На языке эмитента                                            | Значение корня | Эмитент                    | Период    | Доля базовой денежной единицы | Примечания                              |
| Ед. число            | Мн. число        | Род              | На языке эмитента                                            | Значение корня | Эмитент                    | Период    | Доля базовой денежной единицы | Примечания                              |
| Сантим               | Сантим           | Сантим           | Сантим                                                       | Сантим         | Сантим                     | Сантим    | Сантим                        | Сантим                                  |
| -------------------- | ---------------- | ---------------- | ------------------------------------------------------------ | -------------- | -------------------------- | --------- | ----------------------------- | --------------------------------------- |
| Санти́м               | Санти́мы          | м                | фр. Сentime гаит. креол. Santim                              | Сотая [часть]  | Гаити                      |           | 1⁄100 гурда                   |                                         |
| Санти́м               | Санти́мы          | м                | араб. سنتيم‎                                                  | Сотая [часть]  | Алжир                      |           | 1⁄100 алжирского динара       |                                         |
| Санти́м               | Санти́мы          | м                | араб. سنتيم‎                                                  | Сотая [часть]  | Марокко                    |           | 1⁄100 марокканского дирхама   |                                         |
| Санти́м               | Санти́мы          | м                | латыш. Santīms                                               | Сотая [часть]  | Латвия                     |           | 1⁄100 латвийского лата        |                                         |
| Санти́м               | Санти́мы          | м                | фр. Centime рунди ?                                          | Сотая [часть]  | Бурунди                    |           | 1⁄100 бурундийского франка    |                                         |
| Санти́м               | Санти́мы          | м                | фр. Centime                                                  | Сотая [часть]  | Гвинея                     |           | 1⁄100 гвинейского франка      |                                         |
| Санти́м               | Санти́мы          | м                | фр. Сentime араб. سنتيم‎                                      | Сотая [часть]  | Джибути                    |           | 1⁄100 франка Джибути          |                                         |
| Санти́м               | Санти́мы          | м                | фр. Сentime араб. سنتيم‎                                      | Сотая [часть]  | Коморы                     |           | 1⁄100 коморского франка       |                                         |
| Санти́м               | Санти́мы          | м                | фр. Centime                                                  | Сотая [часть]  | ДР Конго                   |           | 1⁄100 конголезского франк     |                                         |
| Санти́м               | Санти́мы          | м                | фр. и англ. Centime руанда ?                                 | Сотая [часть]  | Руанда                     |           | 1⁄100 руандского франка       |                                         |
| Санти́м               | Санти́мы          | м                | фр. Centime нем. Rap, мн. Rappen романш. Rap итал. Centesimo | Сотая [часть]  | Швейцария                  |           | 1⁄100 швейцарского франка     | Варианты: Рап, рапп (раппен), Чентезимо |
| Санти́м               | Санти́мы          | м                | фр. Centime                                                  | Сотая [часть]  | Франция                    | 1795—2001 | 1⁄100 французского франка     |                                         |
| Санти́м               | Санти́мы          | м                | фр. Centime                                                  | Сотая [часть]  | Заморские владения Франции |           | 1⁄100 франка КФП              |                                         |
| Санти́м               | Санти́мы          | м                | фр. и англ. Centime исп. Céntimo порт. Cêntimo араб. سنتيم‎   | Сотая [часть]  | Страны ЗАЭВС (UEMOA)       |           | 1⁄100 франка КФА BCEAO        |                                         |
| Санти́м               | Санти́мы          | м                | фр. и англ. Centime исп. Céntimo порт. Cêntimo араб. سنتيم‎   | Сотая [часть]  | Страны ЦАВЭС (CEMAC)       |           | 1⁄100 франка КФА BEAC         |                                         |
| Сентесимо, чентезимо |                  |                  |                                                              |                |                            |           |                               |                                         |
| Сенте́симо            | Сенте́симо        | с / м            | исп. Centésimo                                               | Сотая [часть]  | Панама                     |           | 1⁄100 бальбоа                 |                                         |
| Сенте́симо            | Сенте́симо        | с / м            | исп. Centésimo                                               | Сотая [часть]  | Уругвай                    |           | 1⁄100 уругвайского песо       |                                         |
| Сентимо              |                  |                  |                                                              |                |                            |           |                               |                                         |
| Сенти́мо              | Сенти́мо          | с                | исп. Céntimo                                                 | Сотая [часть]  | Венесуэла                  |           | 1⁄100 боливара фуэрте         |                                         |
| Сенти́мо              | Сенти́мо          | с                | исп. Céntimo                                                 | Сотая [часть]  | Парагвай                   |           | 1⁄100 гуарани                 |                                         |
| Сенти́мо              | Сенти́мо          | с                | порт. Cêntimo                                                | Сотая [часть]  | Сан-Томе и Принсипи        |           | 1⁄100 добры                   |                                         |
| Сенти́мо              | Сенти́мо          | с                | порт. Cêntimo                                                | Сотая [часть]  | Ангола                     |           | 1⁄100 ангольской кванзы       |                                         |
| Сенти́мо              | Сенти́мо          | с                | исп. Céntimo                                                 | Сотая [часть]  | Коста-Рика                 |           | 1⁄100 коста-риканского колона |                                         |
| Сенти́мо              | Сенти́мо          | с                | исп. Céntimo                                                 | Сотая [часть]  | Перу                       |           | 1⁄100 перуанского нового соля |                                         |

### «Сотая часть» (сентаво)
| Наименование     | Наименование     | Наименование     | Наименование      | Наименование   | Эмитент                  | Период    | Доля базовой денежной единицы | Примечания                      |
| На русском языке | На русском языке | На русском языке | На языке эмитента | Значение корня | Эмитент                  | Период    | Доля базовой денежной единицы | Примечания                      |
| Ед. число        | Мн. число        | Род              | На языке эмитента | Значение корня | Эмитент                  | Период    | Доля базовой денежной единицы | Примечания                      |
| ---------------- | ---------------- | ---------------- | ----------------- | -------------- | ------------------------ | --------- | ----------------------------- | ------------------------------- |
| Сента́во          | Сента́во          | с                | исп. Centavo      | Сотая [часть]  | Боливия                  |           | 1⁄100 боливиано               |                                 |
| Сента́во          | Сента́во          | с                | порт. Centavo     | Сотая [часть]  | Восточный Тимор          |           | 1⁄100 доллара США             |                                 |
| Сента́во          | Сента́во          | с                | исп. Centavo      | Сотая [часть]  | Гватемала                |           | 1⁄100 кетсаля                 |                                 |
| Сента́во          | Сента́во          | с                | исп. Centavo      | Сотая [часть]  | Никарагуа                | 1878—1912 | 1⁄100 никарагуанского песо    |                                 |
| Сента́во          | Сента́во          | с                | исп. Centavo      | Сотая [часть]  | Никарагуа                | 1912 →    | 1⁄100 кордобы                 |                                 |
| Сента́во          | Сента́во          | с                | исп. Centavo      | Сотая [часть]  | Гондурас                 |           | 1⁄100 лемпиры                 |                                 |
| Сента́во          | Сента́во          | с                | порт. Centavo     | Сотая [часть]  | Мозамбик                 |           | 1⁄100 метикала                |                                 |
| Сента́во          | Сента́во          | с                | исп. Centavo      | Сотая [часть]  | Аргентина                |           | 1⁄100 аргентинского песо      |                                 |
| Сента́во          | Сента́во          | с                | исп. Centavo      | Сотая [часть]  | Доминиканская Республика |           | 1⁄100 доминиканского песо     |                                 |
| Сента́во          | Сента́во          | с                | исп. Centavo      | Сотая [часть]  | Колумбия                 |           | 1⁄100 колумбийского песо      |                                 |
| Сента́во          | Сента́во          | с                | исп. Centavo      | Сотая [часть]  | Куба                     |           | 1⁄100 кубинского песо         |                                 |
| Сента́во          | Сента́во          | с                | исп. Centavo      | Сотая [часть]  | Мексика                  |           | 1⁄100 мексиканского песо      |                                 |
| Сента́во          | Сента́во          | с                | англ. Centavo     | Сотая [часть]  | Филиппины                |           | 1⁄100 филиппинского песо      | Вариант: Сентимо (таг. Sentimo) |
| Сента́во          | Сента́во          | с                | исп. Centavo      | Сотая [часть]  | Чили                     |           | 1⁄100 чилийского песо         |                                 |
| Сента́во          | Сента́во          | с                | порт. Centavo     | Сотая [часть]  | Бразилия                 |           | 1⁄100 бразильского реала      |                                 |
| Сента́во          | Сента́во          | с                | исп. Centavo      | Сотая [часть]  | Эквадор                  |           | 1⁄100 доллара США             |                                 |
| Сента́во          | Сента́во          | с                | порт. Centavo     | Сотая [часть]  | Кабо-Верде               |           | 1⁄100 эскудо Кабо-Верде       |                                 |

### «Сто» (языки группы «сатем»)
| Наименование     | Наименование     | Наименование     | Наименование      | Наименование   | Эмитент  | Период    | Доля базовой денежной единицы | Примечания                             |
| На русском языке | На русском языке | На русском языке | На языке эмитента | Значение корня | Эмитент  | Период    | Доля базовой денежной единицы | Примечания                             |
| Ед. число        | Мн. число        | Род              | На языке эмитента | Значение корня | Эмитент  | Период    | Доля базовой денежной единицы | Примечания                             |
| ---------------- | ---------------- | ---------------- | ----------------- | -------------- | -------- | --------- | ----------------------------- | -------------------------------------- |
| Кинда́рка         | Кинда́рки         | ж                | алб. Qindarkë     | Сто            | Албания  | 1947 →    | 1⁄100 албанского лека         | Вариант: Киндарк                       |
| Стотин           | Стотины          | м                | словен. Stotin    | Сто            | Словения | 1991—2007 | 1⁄100 словенского толара      |                                        |
| Стоти́нка         | Стоти́нки         | ж                | болг. Стотинка    | Сто            | Болгария | 1881 →    | 1⁄100 болгарского лева        |                                        |
| Сатанг           | Сатанги          | м                | тайск. สตางค์      | Сотая часть    | Таиланд  |           | 1⁄100 тайского бата           | От пали: sata — «сто» и anga — «часть» |

### «Десять» (лат.decem)
| Наименование                              | Наименование                              | Наименование                              | Наименование                              | Наименование                              | Эмитент                                   | Период                                    | Доля базовой денежной единицы             | Примечания                                |
| На русском языке                          | На русском языке                          | На русском языке                          | На языке эмитента                         | Значение корня                            | Эмитент                                   | Период                                    | Доля базовой денежной единицы             | Примечания                                |
| Ед. число                                 | Мн. число                                 | Род                                       | На языке эмитента                         | Значение корня                            | Эмитент                                   | Период                                    | Доля базовой денежной единицы             | Примечания                                |
| От древнеримского денария (лат. Denarius) | От древнеримского денария (лат. Denarius) | От древнеримского денария (лат. Denarius) | От древнеримского денария (лат. Denarius) | От древнеримского денария (лат. Denarius) | От древнеримского денария (лат. Denarius) | От древнеримского денария (лат. Denarius) | От древнеримского денария (лат. Denarius) | От древнеримского денария (лат. Denarius) |
| ----------------------------------------- | ----------------------------------------- | ----------------------------------------- | ----------------------------------------- | ----------------------------------------- | ----------------------------------------- | ----------------------------------------- | ----------------------------------------- | ----------------------------------------- |
| Денье                                     | Денье                                     | с / м                                     | фр. Denier                                | Состоящий из десяти                       | Франция                                   | 781 →                                     | 1⁄240 каролингского фунта                 |                                           |
| Денье                                     | Денье                                     | с / м                                     | фр. Denier                                | Состоящий из десяти                       | Франция                                   | IX—XVII вв.                               | 1⁄240 парижского ливра                    |                                           |
| Денье                                     | Денье                                     | с / м                                     | фр. Denier                                | Состоящий из десяти                       | Франция                                   | XIII—XIX вв                               | 1⁄240 турского ливра                      |                                           |
| Дени                                      | Дени                                      | ?                                         | макед. Дени                               | Состоящий из десяти                       | Северная Македония                        |                                           | 1⁄100 македонского денара                 |                                           |
| Динар                                     | Динары                                    | м                                         | араб. دينار‎                               | Состоящий из десяти                       | Иран                                      |                                           | 1⁄100 иранского риала                     |                                           |
| От лат. Decima                            |                                           |                                           |                                           |                                           |                                           |                                           |                                           |                                           |
| Дайм                                      | Даймы                                     | м                                         | англ. Daim от лат. Decima                 | Десятая часть                             | США                                       | 1796 →                                    | 1⁄10 доллара США                          |                                           |
| Десим                                     | Десимы                                    | м                                         | фр. Décime от лат. Decima                 | Десятая часть                             | Франция                                   | 1795—1815                                 | 1⁄10 французского франка                  | Вариант: Децим                            |
| Десим                                     | Десимы                                    | м                                         | фр. Décime от лат. Decima                 | Десятая часть                             | Женевская республика                      | 1794                                      | 1⁄10 женевуаза                            | Вариант: Децим                            |
| Десим                                     | Десимы                                    | м                                         | фр. Décime от лат. Decima                 | Десятая часть                             | Сан-Доминго                               | 1801                                      | 1⁄10 франка                               | Вариант: Децим                            |
| Десим                                     | Десимы                                    | м                                         | фр. Décime от лат. Decima                 | Десятая часть                             | Монако                                    | 1838                                      | 1⁄10 монегасского франка                  | Вариант: Децим                            |
| Десимо                                    | Десимо                                    | ?                                         | исп. Decimo от лат. Decima                | Десятая часть                             | Провинция Буэнос-Айрес (Аргентина)        | 1822—1831                                 | 1⁄10 реала                                |                                           |
| Десимо                                    | Десимо                                    | ?                                         | исп. Decimo от лат. Decima                | Десятая часть                             | Провинция Мендоса (Аргентина)             | 1823                                      | 1⁄10 реала                                |                                           |
| Десимо                                    | Десимо                                    | ?                                         | исп. Decimo от лат. Decima                | Десятая часть                             | Колумбия                                  | 1847—1889                                 | 1⁄10 колумбийского реала                  |                                           |
| Десимо                                    | Десимо                                    | ?                                         | исп. Decimo от лат. Decima                | Десятая часть                             | Чили                                      | 1851—1894                                 | 1⁄10 чилийского песо                      |                                           |
| Десимо                                    | Десимо                                    | ?                                         | исп. Decimo от лат. Decima                | Десятая часть                             | Эквадор                                   | 1884—1916                                 | 1⁄10 эквадорского сукре                   |                                           |

### «Восемь»
| Наименование     | Наименование     | Наименование     | Наименование      | Наименование    | Эмитент | Период | Доля базовой денежной единицы | Примечания                                |
| На русском языке | На русском языке | На русском языке | На языке эмитента | Значение корня  | Эмитент | Период | Доля базовой денежной единицы | Примечания                                |
| Ед. число        | Мн. число        | Род              | На языке эмитента | Значение корня  | Эмитент | Период | Доля базовой денежной единицы | Примечания                                |
| ---------------- | ---------------- | ---------------- | ----------------- | --------------- | ------- | ------ | ----------------------------- | ----------------------------------------- |
| Ат               | Аты              | м                | лаос. ອັດ          | Восьмая (часть) | Лаос    |        | 1⁄100 кипа                    | На языке пали — «восьмая (часть)» (attha) |

### «Два»
| Наименование     | Наименование     | Наименование     | Наименование                      | Наименование   | Эмитент | Период    | Доля базовой денежной единицы | Примечания |
| На русском языке | На русском языке | На русском языке | На языке эмитента                 | Значение корня | Эмитент | Период    | Доля базовой денежной единицы | Примечания |
| Ед. число        | Мн. число        | Род              | На языке эмитента                 | Значение корня | Эмитент | Период    | Доля базовой денежной единицы | Примечания |
| ---------------- | ---------------- | ---------------- | --------------------------------- | -------------- | ------- | --------- | ----------------------------- | ---------- |
| Дубль            | Дубли            | ж                | фр. и англ. Double от лат. Duplus | Два            | Гернси  | 1830—1956 | 1⁄1920 гернсийского фунта     |            |

## Наименования, образованные от древнегреческих и древнеримских монет
От римских и греческих монет ведут происхождение такие разменные денежные единицы, как
- динар — от лат. denarius (денарий, состоящий из десяти);
- дирам, дирхам, дирхем — от др.-греч. δραχμή (драхма, горсть);
- лума — через сирийск. ܠܘܡܐ от названия византийской монеты «нуммий» (лат. nummus или др.-греч. νουμμος);
- су — от лат. solidus (твёрдый, прочный, массивный) через название византийского солида, затем французской монеты соль (простонародное название — су);
- филс, пул — от лат. follis (мешочек) через название древнеримской монеты фоллис;
- эйре, эре — от лат. aurum (золото) через название древнеримской монеты ауреус (лат. aureus).

Само слово «монета» происходит от лат. moneta, что означает «Предостерегающая» или «Советница». Такой титул имела римская богиня Юнона — супруга Юпитера; считалось, что она неоднократно предупреждала римлян о землетрясениях, нападениях врагов. На римском Капитолии возле храма Юноны Монеты размещались мастерские, где чеканились и отливались металлические деньги. Отсюда и их название, которое попало в большинство европейских языков.
Армянская лума происходит от сирийского слова lūmā (сирийск. ܠܘܡܐ), означающего «деньги, монеты» и, в свою очередь, заимствованного из латыни (лат. nummus) или из древнегреческого (др.-греч. νουμμος). Нуммиями (в русской нумизматической литературе используются названия «нуммий», «нуммиум» или «нуммион») назывались мелкие медные монеты Византии, появившиеся в обращении на рубеже V—VI веков. Иногда так называли любую мелочь.
Вьетнамское су заимствовано из французского языка в колониальный период господства Франции в Индокитае (см. статью «Французский Индокитай»). Су (фр. sou) — старинное простонародное название французской монеты соль, в настоящее время используемое также в значении «мелочь». В свою очередь, соль (фр. sol) происходит от византийского золотого солида (от лат. solidus — твёрдый, прочный, массивный).
Филс является разменной денежной единицей 6 стран, причём в четырёх (Бахрейне, Иордании, Ираке и Кувейте) — 1/1000 базовой валюты. Происходит от названия древнеримской бронзовой монеты фоллис (лат. follis), дословно означающей «мешочек», поскольку ценность этих монет была столь незначительной, что при оплате их отсчитывали горстями или заранее приготовленными мешочками.
По мнению известного русского нумизмата Ивана Спасского, название монеты сначала перешло к византийской медной монете, а затем, в несколько изменённом виде (фулюс, фельс, фелс), попало в монетные системы Ближнего Востока и оттуда в джучидское (ордынское) монетное дело. В подражание джучидским пулам в XV—начале XVI века аналогичные медные монеты чеканились в Москве, Новогороде и Пскове. При этом место чеканки обозначалось на самой монете: «пуло московское», «пуло тверское» и т. д. Денежные знаки имели незначительную ценность (60—70 пул равнялись одной денге) и использовались для мелких расчётов.
Эре, эйре происходит от названия древнеримской монеты ауреус (лат. aureus), в свою очередь, образованного от латинского слова aurum («золото»).
| Наименование                                       | Наименование                                 | Наименование                                 | Наименование                                 | Наименование                                 | Эмитент                                      | Период                                       | Доля базовой денежной единицы                      | Примечания                                         |
| На русском языке                                   | На русском языке                             | На русском языке                             | На языке эмитента                            | Значение корня                               | Эмитент                                      | Период                                       | Доля базовой денежной единицы                      | Примечания                                         |
| Ед. число                                          | Мн. число                                    | Род                                          | На языке эмитента                            | Значение корня                               | Эмитент                                      | Период                                       | Доля базовой денежной единицы                      | Примечания                                         |
| От древнегреческой драхмы (др.-греч. δραχμή)       | От древнегреческой драхмы (др.-греч. δραχμή) | От древнегреческой драхмы (др.-греч. δραχμή) | От древнегреческой драхмы (др.-греч. δραχμή) | От древнегреческой драхмы (др.-греч. δραχμή) | От древнегреческой драхмы (др.-греч. δραχμή) | От древнегреческой драхмы (др.-греч. δραχμή) | От древнегреческой драхмы (др.-греч. δραχμή)       | От древнегреческой драхмы (др.-греч. δραχμή)       |
| -------------------------------------------------- | -------------------------------------------- | -------------------------------------------- | -------------------------------------------- | -------------------------------------------- | -------------------------------------------- | -------------------------------------------- | -------------------------------------------------- | -------------------------------------------------- |
| Дирам                                              | Дирамы                                       | м                                            | тадж. Дирам                                  | Горсть                                       | Таджикистан                                  | 2000 →                                       | 1⁄100 таджикского сомони                           |                                                    |
| Дирхам                                             | Дирхамы                                      | м                                            | араб. درهم‎                                   | Горсть                                       | Иордания                                     | 1968 →                                       | 1⁄10 иорданского динара                            | Вариант: Дирхем                                    |
| Дирхам                                             | Дирхамы                                      | м                                            | араб. درهم‎                                   | Горсть                                       | Катар                                        | 1973 →                                       | 1⁄100 катарского риала                             |                                                    |
| Дирхам                                             | Дирхамы                                      | м                                            | араб. درهم‎                                   | Горсть                                       | Ливия                                        | 1971 →                                       | 1⁄1000 ливийского динара                           | Вариант: Дирхем                                    |
| От древнеримской нуммии (нуммий, нуммиум, нуммион) |                                              |                                              |                                              |                                              |                                              |                                              |                                                    |                                                    |
| Нуммия                                             | Нуммии                                       | ж                                            | от др.-греч. νουμμος                         | Монета                                       | Римская империя Византийская империя         | IV—?                                         | 1⁄40 фоллиса                                       | Варианты: Нуммий, Нуммиум, Нуммион                 |
| Лума                                               | Лумы                                         | ж                                            | от др.-греч. νουμμος                         | Монета                                       | Армения                                      |                                              | 1⁄100 армянского драма                             |                                                    |
| Лума                                               | Лумы                                         | ж                                            | от др.-греч. νουμμος                         | Монета                                       | НКР                                          | Возможно, греческое происхождение            | 1⁄100 карабахского драма                           |                                                    |
| Лепта                                              |                                              |                                              |                                              |                                              |                                              |                                              |                                                    |                                                    |
| Ле́пта                                              | Ле́пты                                        | ж                                            | др.-греч. λεπτόν                             | Тонкий, мелкий (досл. «Без кожуры»)          | Древняя Греция Древнеримские провинции       | Античность                                   | Менявшаяся во времени доля халка (1⁄7—1⁄2)         |                                                    |
| Ле́пта                                              | Ле́пты                                        | ж                                            | греч. λεπτό от др.-греч. λεπτόν              | Тонкий, мелкий (досл. «Без кожуры»)          | Греция                                       | 1831—2002                                    | 1⁄100 греческой драхмы                             |                                                    |
| Ле́пта                                              | Ле́пты                                        | ж                                            | др.-греч. λεπτόν                             | Тонкий, мелкий (досл. «Без кожуры»)          | Древняя Греция                               |                                              | 1⁄100 греческой драхмы                             |                                                    |
| От древнеримского ауреуса (лат. Aureus)            |                                              |                                              |                                              |                                              |                                              |                                              |                                                    |                                                    |
| Эйре                                               | Эйре                                         | с / м                                        | исл. Eyrir                                   | Золото                                       | Исландия                                     | 1922—2003                                    | 1⁄100 исландской кроны                             |                                                    |
| Эре                                                | Эре                                          | с / м                                        | норв. Øre                                    | Золото                                       | Норвегия                                     |                                              | 1⁄100 норвежской кроны                             |                                                    |
| Эре                                                | Эре                                          | с / м                                        | дат. Øre                                     | Золото                                       | Дания                                        |                                              | 1⁄100 датской кроны                                |                                                    |
| Эре                                                | Эре                                          | с / м                                        | швед. Öre                                    | Золото                                       | Швеция                                       |                                              | 1⁄100 шведской кроны                               |                                                    |
| От древнеримского фоллиса (лат. Follis)            |                                              |                                              |                                              |                                              |                                              |                                              |                                                    |                                                    |
| Фоллис                                             | Фоллисы                                      | м                                            | лат. Follis                                  | Мешок, кошелёк                               | Римская империя Византийская империя         | III—?                                        | Менявшаяся во времени доля милиарисия (1⁄12—1⁄24)  |                                                    |
| Фелс                                               | Фелсы                                        | м                                            | араб. فلس‎                                    | Мешок, кошелёк                               | Арабские страны                              | VII—XIX                                      | Менявшаяся во времени доля дирхема (1⁄24 или 1⁄48) | Варианты: Филс, Фелус, Фулус (как форма мн. числа) |
| Фелс                                               | Фелсы                                        | м                                            | араб. فلس‎                                    | Мешок, кошелёк                               | Омейядский халифат                           | 661—750                                      | Доля дирхема                                       |                                                    |
| Фелс                                               | Фелсы                                        | м                                            | араб. فلس‎                                    | Мешок, кошелёк                               | Аббасидский халифат                          | 750—1258                                     | Доля дирхема                                       |                                                    |
| Фелс                                               | Фелсы                                        | м                                            |                                              | Мешок, кошелёк                               | Империя Великих Моголов                      | 1526—1857                                    | Доля дирхема                                       | Вариант: Фулус (как форма мн. числа)               |
| Фелус                                              | Фелусы                                       | м                                            |                                              | Мешок, кошелёк                               | Марокко                                      | 1672-1901                                    |                                                    |                                                    |
| Филс                                               | Филсы                                        | м                                            | араб. فلس‎                                    | Мешок, кошелёк                               | Бахрейн                                      |                                              |                                                    | Вариант: Фелс                                      |
| Филс                                               | Филсы                                        | м                                            | араб. فلس‎                                    | Мешок, кошелёк                               | Иордания                                     |                                              |                                                    | Вариант: Фелс                                      |
| Филс                                               | Филсы                                        | м                                            | араб. فلس‎                                    | Мешок, кошелёк                               | Ирак                                         |                                              |                                                    | Вариант: Фелс                                      |
| Филс                                               | Филсы                                        | м                                            | араб. فلس‎                                    | Мешок, кошелёк                               | Йемен                                        |                                              |                                                    | Вариант: Фелс                                      |
| Филс                                               | Филсы                                        | м                                            | араб. فلس‎                                    | Мешок, кошелёк                               | Кувейт                                       |                                              |                                                    | Вариант: Фелс                                      |
| Филс                                               | Филсы                                        | м                                            | араб. فلس‎                                    | Мешок, кошелёк                               | ОАЭ                                          |                                              |                                                    | Вариант: Фелс                                      |
| Пул                                                | Пулы                                         | м                                            |                                              | Мешок, кошелёк                               | Золотая Орда                                 |                                              |                                                    |                                                    |
| Пул                                                | Пулы                                         | м                                            |                                              | Мешок, кошелёк                               | Афганистан                                   |                                              | 1⁄100 афгани                                       |                                                    |
| Пуло                                               | Пуло                                         | с                                            |                                              | Мешок, кошелёк                               | Древняя Русь                                 |                                              |                                                    |                                                    |
| От древнеримского солида (лат. Solidus)            |                                              |                                              |                                              |                                              |                                              |                                              |                                                    |                                                    |
| Шиллинг                                            | Шиллинги                                     | м                                            | англ. Shilling                               | Твёрдый, прочный, массивный                  | Великобритания                               | → 1971                                       | 1⁄20 фунта стерлингов                              |                                                    |
| Шиллинг                                            | Шиллинги                                     | м                                            | ирл. ?                                       | Твёрдый, прочный, массивный                  | Ирландия                                     | → 1971                                       | 1⁄20 ирландского фунта                             |                                                    |
| Соль                                               | Соли                                         | м                                            | фр. Sol                                      | Твёрдый, прочный, массивный                  | Франция                                      | IX—XVII вв.                                  | 1⁄20 парижского ливра                              |                                                    |
| Соль (Су)                                          | Соли (Су)                                    | м (нет, с / м)                               | фр. Sol (фр. Sou)                            | Твёрдый, прочный, массивный                  | Франция                                      | XIII—XIX вв                                  | 1⁄20 турского ливра                                |                                                    |
| Су                                                 | Су                                           | с / м                                        | фр. Sou                                      | Твёрдый, прочный, массивный                  | Вьетнам                                      |                                              | 1⁄100 донга                                        |                                                    |
| От древнеримского асса                             |                                              |                                              |                                              |                                              |                                              |                                              |                                                    |                                                    |
|                                                    |                                              |                                              |                                              |                                              |                                              |                                              |                                                    |                                                    |
| От древнеримской унции                             |                                              |                                              |                                              |                                              |                                              |                                              |                                                    |                                                    |
|                                                    |                                              |                                              |                                              |                                              |                                              |                                              |                                                    |                                                    |
| Прочие                                             |                                              |                                              |                                              |                                              |                                              |                                              |                                                    |                                                    |
| Обол                                               | Оболы                                        | м                                            | др.-греч. ὀβολός obolós                      | Вертел                                       | Древняя Греция                               |                                              | 1⁄6 драхмы                                         |                                                    |
| Халк                                               | Халки                                        | м                                            | др.-греч. χαλκοΰς                            | Медь, медный                                 | Древняя Греция                               |                                              | 1⁄8 обола                                          |                                                    |

## Прочие греческие корни
| Наименование     | Наименование     | Наименование     | Наименование                               | Наименование   | Эмитент                                                   | Период         | Доля базовой денежной единицы                  | Примечания            |
| На русском языке | На русском языке | На русском языке | На языке эмитента                          | Значение корня | Эмитент                                                   | Период         | Доля базовой денежной единицы                  | Примечания            |
| Ед. число        | Мн. число        | Род              | На языке эмитента                          | Значение корня | Эмитент                                                   | Период         | Доля базовой денежной единицы                  | Примечания            |
| Аспр (аспрон)    | Аспр (аспрон)    | Аспр (аспрон)    | Аспр (аспрон)                              | Аспр (аспрон)  | Аспр (аспрон)                                             | Аспр (аспрон)  | Аспр (аспрон)                                  | Аспр (аспрон)         |
| ---------------- | ---------------- | ---------------- | ------------------------------------------ | -------------- | --------------------------------------------------------- | -------------- | ---------------------------------------------- | --------------------- |
| Аспр (аспрон)    | Аспры (аспроны)  | м                | от др.-греч. ασπρος                        | Белый          | Трапезундская империя                                     | 1204—1461      | ?                                              |                       |
| Аспр (аспрон)    | Аспры (аспроны)  | м                | от др.-греч. ασπρος                        | Белый          | Орден Госпитальеров                                       | XIV—XV         | ?                                              |                       |
| Аспр (аспрон)    | Аспры (аспроны)  | м                | от др.-греч. ασπρος                        | Белый          | Кафа (Каффа) (генуэзская колония Северного Причерноморья) | XIV—XV         | ?                                              |                       |
| Акче́             | Акче́ (ахче́)      | ?                | от др.-греч. ασπρος                        | Белый          | Крымское ханство                                          | XV—XVIII       | Единственный номинал, затем доля пары          | Вариант: Ахче́         |
| Акче́             | Акче́ (ахче́)      | ?                | осман. اقچه‎, тур. akçe от др.-греч. ασπρος | Белый          | Османская империя                                         | XIV—XVII (XIX) | Менявшаяся во времени доля куруша (1⁄40—1⁄120) | Варианты: Ахче́, Аспер |

## Прочие латинские корни
| Наименование     | Наименование     | Наименование     | Наименование                                                                 | Наименование                      | Эмитент                                            | Период               | Доля базовой денежной единицы                                     | Примечания                                   |
| На русском языке | На русском языке | На русском языке | На языке эмитента                                                            | Значение корня                    | Эмитент                                            | Период               | Доля базовой денежной единицы                                     | Примечания                                   |
| Ед. число        | Мн. число        | Род              | На языке эмитента                                                            | Значение корня                    | Эмитент                                            | Период               | Доля базовой денежной единицы                                     | Примечания                                   |
| От лат. Grossus  | От лат. Grossus  | От лат. Grossus  | От лат. Grossus                                                              | От лат. Grossus                   | От лат. Grossus                                    | От лат. Grossus      | От лат. Grossus                                                   | От лат. Grossus                              |
| ---------------- | ---------------- | ---------------- | ---------------------------------------------------------------------------- | --------------------------------- | -------------------------------------------------- | -------------------- | ----------------------------------------------------------------- | -------------------------------------------- |
| Гроут            | Гроуты           | м                | от лат. Grossus                                                              | Большой, крупный, толстый         | Англия                                             | 1836—1887            | 1⁄60 фунта стерлингов                                             |                                              |
| Грош             | Гроши            | м                | от лат. Grossus                                                              | Большой, крупный, толстый         | Австрия                                            | 1925—1938, 1945—2001 | 1⁄100 австрийского шиллинга                                       |                                              |
| Грош             | Гроши            | м                | от лат. Grossus                                                              | Большой, крупный, толстый         | Польша                                             | 1924 →               | 1⁄100 польского злотого                                           |                                              |
| Грош             | Гроши            | м                | от лат. Grossus                                                              | Большой, крупный, толстый         | Краковская Польша                                  | XIV—XV века          | 1⁄48 польской марки (гривны) = 1⁄48 краковской гривны = 1⁄60 копы |                                              |
| Грош             | Гроши            | м                | от лат. Grossus                                                              | Большой, крупный, толстый         | Краковская Польша Речь Посполитая Царство Польское | 1496—1841            | 1⁄30 польского злотого                                            |                                              |
| Грош             | Гроши            | м                | от лат. Grossus                                                              | Большой, крупный, толстый         | Царство Польское                                   | 1841—1866            | 1⁄30 польского злотого = 1⁄2 копейки                              |                                              |
| Керш (кирш)      | Керши            | м                | от лат. Grossus                                                              | Большой, крупный, толстый         | Саудовская Аравия                                  | 1928—1960            | 1⁄22 саудовского рияла                                            |                                              |
| Керш (кирш)      | Керши            | м                | от лат. Grossus                                                              | Большой, крупный, толстый         | Саудовская Аравия                                  | 1960 →               | 1⁄20 саудовского рияла                                            |                                              |
| Куруш            | Куруши           | м                | от лат. Grossus                                                              | Большой, крупный, толстый         | Османская империя                                  | 1687 (?) — 1933      | До 1844 года основная монета, затем второстепенная серебряная     | Вариант: Пиастр                              |
| Куруш            | Куруши           | м                | от лат. Grossus                                                              | Большой, крупный, толстый         | Турция                                             | 1933 →               | 1⁄100 турецкой лиры                                               |                                              |
| От лат. Metallum |                  |                  |                                                                              |                                   |                                                    |                      |                                                                   |                                              |
| Май              | Майты            | м                | нидерл. и фр. Maille от фр. Médaille от ср. лат. Metallum                    | Металл, монета                    | Фландрия, Франция, Италия                          | XII—XV век           | 1⁄2 пфеннига = 1 обол                                             |                                              |
| Майт             | Майты            | м                | англ. Mite от фр. Médaille от ср. лат. Metallum                              | Металл, монета                    | Брабант, Фландрия                                  | XVI век — 1611 г.    | Менявшаяся во времени доля стубера (1⁄32, 1⁄48 или 1⁄76)          | См. также Лепта вдовицы (англ. Widow's mite) |
| Прочие           |                  |                  |                                                                              |                                   |                                                    |                      |                                                                   |                                              |
| Кобо             | Кобо             | ?                | лат. Cuprum                                                                  | Медь                              | Нигерия                                            |                      | 1⁄100 найры                                                       |                                              |
| Аво              | Аво              | ?                | порт. Avo от порт. Oitavo от лат. Octavus кит. 仙, пиньинь Sin от англ. Cent | (Восьмая) часть Цент (одна сотая) | Макао                                              |                      | 1⁄100 патаки                                                      |                                              |
| Аво              | Аво              | ?                | порт. Avo от порт. Oitavo от лат. Octavus кит. 仙, пиньинь Sin от англ. Cent | (Восьмая) часть Цент (одна сотая) | Восточный Тимор                                    | 1912—1941            | 1⁄100 тиморской патаки                                            |                                              |

## Германские корни
Пенни (англ. penny), во множественном числе пенсы (англ. pence), впервые отчеканены в Англии в VIII веке по образцу серебряного денария (от лат. denarius, «состоящий из десяти»). Поэтому до 1971 года (введения в Великобритании десятичной системы денежного счисления) пенни обозначался буквой d. Современный пенни сокращается как p.
Слово «пенни» (на старом английском языке penig, pening, penning, pending) имеет общий корень с немецким пфеннигом (нем. Pfennig), скандинавским пеннингом (penning), польским и литовским пенязем (пол. pieniądz), фенингом Боснии и Герцеговины (хорв. fening; серб. фенинг). Происхождение слова остаётся спорным. Вот лишь несколько версий:
- от кельтского pen — голова;
- от фризийского panding (в свою очередь, происходящего от латинского pondus) — вес;
- от немецкого pfanne — сковорода (из-за формы некоторых брактеатов);
- от английского pawn, немецкого Pfand, скандинавского pand, означающего залог (заклад) или знак (символ).

Чешский геллер получил своё название от пфеннига, выпускавшегося в XIII веке в швабском городе Халле. Позже геллеры чеканились в других городах Германии, в Германской Восточной Африке (нынешняя территория Танзании, Руанды и Бурунди), в Австро-Венгрии, а затем в возникших на её месте государствах — Австрии, Чехословакии (позже в нынешних Чехии и Словакии).
Филлер — венгерская разменная монета, бывшая в обращении с 1892 по 1999 год. Название происходит от нем. Vierer — «четыре», названия австро-венгерской монеты в 4 крейцера.
| Наименование           | Наименование           | Наименование           | Наименование                                                | Наименование                                  | Эмитент                                     | Период                 | Доля базовой денежной единицы                                          | Примечания             |
| На русском языке       | На русском языке       | На русском языке       | На языке эмитента                                           | Значение корня                                | Эмитент                                     | Период                 | Доля базовой денежной единицы                                          | Примечания             |
| Ед. число              | Мн. число              | Род                    | На языке эмитента                                           | Значение корня                                | Эмитент                                     | Период                 | Доля базовой денежной единицы                                          | Примечания             |
| Пенни, пфенниг и т. п. | Пенни, пфенниг и т. п. | Пенни, пфенниг и т. п. | Пенни, пфенниг и т. п.                                      | Пенни, пфенниг и т. п.                        | Пенни, пфенниг и т. п.                      | Пенни, пфенниг и т. п. | Пенни, пфенниг и т. п.                                                 | Пенни, пфенниг и т. п. |
| ---------------------- | ---------------------- | ---------------------- | ----------------------------------------------------------- | --------------------------------------------- | ------------------------------------------- | ---------------------- | ---------------------------------------------------------------------- | ---------------------- |
| Пенни                  | Пенсы (м)              | с / м                  | англ. Penny, мн. англ. Pence                                |                                               | Великобритания                              | → 1971                 | 1⁄240 фунта стерлингов                                                 |                        |
| Пенни (десятичный)     | Пенсы (м)              | с / м                  | англ. Penny, мн. англ. Pence                                |                                               | Великобритания                              | 1971 →                 | 1⁄100 фунта стерлингов                                                 |                        |
| Пенни                  | Пенсы (м)              | с / м                  | ирл. Pingin, мн. ирл. ?                                     |                                               | Ирландия                                    | → 1971                 | 1⁄240 ирландского фунта                                                |                        |
| Пенни (десятичный)     | Пенсы (м)              | с / м                  | ирл. Pingin, мн. ирл. ?                                     |                                               | Ирландия                                    | 1971—2002              | 1⁄100 ирландского фунта                                                |                        |
| Пенни                  | Пенни                  | с / м                  | фин. Penni                                                  |                                               | Великое княжество Финляндское · Финляндия   | 1860—2002              | 1⁄100 финской марки                                                    |                        |
| Пенни                  | Пенсы (м)              | с / м                  | англ. Penny, мн. англ. Pence                                |                                               | Гернси                                      | 1968 →                 | 1⁄100 гернсийского фунта                                               |                        |
| Пенни                  | Пенни                  | с / м                  | эст. Penni                                                  |                                               | Эстония                                     | 1918—1928              | 1⁄100 эстонской марки                                                  |                        |
| Пеннинг                | Пеннинги               | м                      |                                                             |                                               | Скандинавия                                 | X—XIX века             | Менявшаяся во времени доля базовой денежной единицы                    |                        |
| Пеннинг                | Пеннинги               | м                      | нидерл. Рenning                                             |                                               | Нидерланды                                  | 1581—1817              | 1⁄320 нидерландского гульдена                                          |                        |
| Пфенниг (золотой)      | Пфенниги               | м                      | нем. Pfennig                                                |                                               | Германская империя                          |                        | 1⁄100 золотой марки                                                    |                        |
| Пфенниг                | Пфенниги               | м                      | нем. Pfennig                                                |                                               | Веймарская республика                       |                        | 1⁄100 бумажной марки (папирмарки)                                      |                        |
| Пфенниг                | Пфенниги               | м                      | нем. Pfennig                                                |                                               | ФРГ                                         |                        | 1⁄100 немецкой марки                                                   |                        |
| Пфенниг                | Пфенниги               | м                      | нем. Pfennig                                                |                                               | ГДР                                         |                        | 1⁄100 марки ГДР                                                        |                        |
| Рейхспфенниг           | Рейхспфенниги          | м                      | нем. Reichspfennig                                          |                                               | Веймарская республика · Нацистская Германия |                        | 1⁄100 рейхсмарки 1⁄100 марки Союзного командования                     |                        |
| Рентный пфенниг        | Пфенниги               | м                      | нем. Rentenpfennig                                          |                                               | Веймарская республика · Нацистская Германия |                        | 1⁄100 рентной марки                                                    |                        |
| Фениг                  | Фениги                 | м                      | пол. Fenig                                                  |                                               | Польша                                      |                        | 1⁄100 польской марки                                                   |                        |
| Фенинг                 | Фенинги                | м                      | хорв. Feninga, серб. Фенинга                                |                                               | Босния и Герцеговина                        |                        | 1⁄100 конвертируемой марки                                             |                        |
| Геллер                 |                        |                        |                                                             |                                               |                                             |                        |                                                                        |                        |
| Геллер                 | Геллеры                | м                      | нем. Heller, Häller, Haller, Händleinsheller, Handelsheller | от города Швебиш-Халль (нем. Schwäbisch Hall) | Германия                                    | II пол. XII в. — 1866  | Разновидность пфеннига, не всегда ему равная                           |                        |
| Геллер                 | Геллеры                | м                      | нем. Heller                                                 | от города Швебиш-Халль (нем. Schwäbisch Hall) | Австрия                                     | 1919—1925              | 1⁄100 австрийской кроны                                                |                        |
| Геллер                 | Геллеры                | м                      | нем. Heller                                                 | от города Швебиш-Халль (нем. Schwäbisch Hall) | Австро-Венгрия                              | 1892—1918              | 1⁄100 австро-венгерской кроны                                          |                        |
| Геллер                 | Геллеры                | м                      | серб. Хелер, хорв. ?, словен. ?                             | от города Швебиш-Халль (нем. Schwäbisch Hall) | Королевство сербов, хорватов и словенцев    | 1919—1920              | 1⁄100 кроны КСХС                                                       |                        |
| Геллер                 | Геллеры                | м                      |                                                             | от города Швебиш-Халль (нем. Schwäbisch Hall) | Германская Восточная Африка                 | 1904—1919              | 1⁄100 рупии ГВА                                                        |                        |
| Геллер                 | Геллеры                | м                      | словац. Halier                                              | от города Швебиш-Халль (нем. Schwäbisch Hall) | Словакия                                    | 1939—1945, 1993—2008   | 1⁄100 словацкой кроны                                                  |                        |
| Геллер                 | Геллеры                | м                      | чеш. Halíř                                                  | от города Швебиш-Халль (нем. Schwäbisch Hall) | Чехия                                       | 1993—2008              | 1⁄100 чешской кроны                                                    |                        |
| Геллер                 | Геллеры                | м                      | чеш. Halíř, словац. Halier                                  | от города Швебиш-Халль (нем. Schwäbisch Hall) | Чехословакия                                | 1919—1993              | 1⁄100 чехословацкой кроны                                              |                        |
| Филлер, Фартинг        |                        |                        |                                                             |                                               |                                             |                        |                                                                        |                        |
| Фартинг                | Фартинги               | м                      | англ. Farthing                                              | Четыре                                        | Великобритания                              |                        | 1⁄960 фунта стерлингов                                                 |                        |
| Филлер                 | Филлеры                | м                      | венг. Fillér от старонем. Vierer                            | Четыре                                        | Венгрия                                     | 1892—1999              | 1⁄100 австро-венгерской кроны                                          |                        |
| Филлер                 | Филлеры                | м                      | венг. Fillér от старонем. Vierer                            | Четыре                                        | Венгрия                                     | 1892—1999              | 1⁄100 венгерской кроны                                                 |                        |
| Филлер                 | Филлеры                | м                      | венг. Fillér от старонем. Vierer                            | Четыре                                        | Венгрия                                     | 1892—1999              | 1⁄100 пенгё                                                            |                        |
| Филлер                 | Филлеры                | м                      | венг. Fillér от старонем. Vierer                            | Четыре                                        | Венгрия                                     | 1892—1999              | 1⁄100 форинта                                                          |                        |
| Стубер                 |                        |                        |                                                             |                                               |                                             |                        |                                                                        |                        |
| Стубер                 | Стуберы                | м                      | нидерл. Stuiver, stiver, stuiven                            | Рассыпаться, рассеиваться                     | Нидерланды                                  | XV—XVI века            |                                                                        | Вариант: Стювер        |
| Стубер                 | Стуберы                | м                      | нидерл. Stuiver, stiver, stuiven                            | Рассыпаться, рассеиваться                     | Нидерланды                                  | 1581—1815              | 1⁄20 нидерландского гульдена 1⁄30 или 1⁄50 рейксдальдера 1⁄60 дукатона | Вариант: Стювер        |
| Стубер                 | Стуберы                | м                      | нидерл. Stuiver, stiver, stuiven                            | Рассыпаться, рассеиваться                     | Карибские Нидерланды                        | 1799—1828              | 1⁄6 реала Кюрасао                                                      | Вариант: Стювер        |
| Прочие                 |                        |                        |                                                             |                                               |                                             |                        |                                                                        |                        |
| Лиард                  | Лиарды                 | м                      | фр. Liard от ?                                              | Чеканщик                                      | Франция                                     | XIII—XIX               | 1⁄80 турского ливра                                                    |                        |
| Крейцер                | Крейцеры               | м                      | нем. Kreuzer от нем. Kreuz                                  | Крест                                         | Германия Австрия                            | XIII—XIX               |                                                                        |                        |

## Романские корни
| Наименование     | Наименование     | Наименование     | Наименование      | Наименование   | Эмитент                          | Период    | Доля базовой денежной единицы | Примечания    |
| На русском языке | На русском языке | На русском языке | На языке эмитента | Значение корня | Эмитент                          | Период    | Доля базовой денежной единицы | Примечания    |
| Ед. число        | Мн. число        | Род              | На языке эмитента | Значение корня | Эмитент                          | Период    | Доля базовой денежной единицы | Примечания    |
| Бан              | Бан              | Бан              | Бан               | Бан            | Бан                              | Бан       | Бан                           | Бан           |
| ---------------- | ---------------- | ---------------- | ----------------- | -------------- | -------------------------------- | --------- | ----------------------------- | ------------- |
| Бан              | Баны (Бани)      | м                | рум. Ban          |                | Румыния                          |           | 1⁄100 румынского лея          | Вариант: Бань |
| Бан              | Баны (Бани)      | м                | рум. Ban          |                | Молдова                          |           | 1⁄100 молдавского лея         | Вариант: Бань |
| Баница           | Баницы           | ж                | хорв. Banica      |                | Независимое государство Хорватия | 1941—1945 | 1⁄100 куны                    | Спорно        |
| Пиастр           |                  |                  |                   |                |                                  |           |                               |               |
|                  |                  |                  |                   |                |                                  |           |                               |               |
| Прочие           |                  |                  |                   |                |                                  |           |                               |               |
| Кавалло          | Кавалло          | ?                | итал. Cavallo     | Конь, лошадь   |                                  |           |                               |               |

## Тюркские корни
| Наименование               | Наименование               | Наименование               | Наименование                                            | Наименование               | Эмитент                                     | Период                     | Доля базовой денежной единицы | Примечания                            |
| На русском языке           | На русском языке           | На русском языке           | На языке эмитента                                       | Значение корня             | Эмитент                                     | Период                     | Доля базовой денежной единицы | Примечания                            |
| Ед. число                  | Мн. число                  | Род                        | На языке эмитента                                       | Значение корня             | Эмитент                                     | Период                     | Доля базовой денежной единицы | Примечания                            |
| От тюркского слова «белка» | От тюркского слова «белка» | От тюркского слова «белка» | От тюркского слова «белка»                              | От тюркского слова «белка» | От тюркского слова «белка»                  | От тюркского слова «белка» | От тюркского слова «белка»    | От тюркского слова «белка»            |
| -------------------------- | -------------------------- | -------------------------- | ------------------------------------------------------- | -------------------------- | ------------------------------------------- | -------------------------- | ----------------------------- | ------------------------------------- |
| Тийин                      | Тийины                     | м                          | узб. Тийин / Tiyin                                      | Белка                      | Узбекистан                                  |                            | 1⁄100 узбекского сума         | [ 18 ]                                |
| Тыйын                      | Тыйыны                     | м                          | кирг. Тыйын                                             | Белка                      | Кыргызстан                                  |                            | 1⁄100 киргизского сома        | [ 18 ]                                |
| Тиын                       | Тиыны                      | м                          | каз. Тиын                                               | Белка                      | Казахстан                                   |                            | 1⁄100 казахского тенге        | [ 18 ]                                |
| Алтын                      | Алтыны                     | м                          | рус. Алтын от тюрк. Алты тийин (дословно «Шесть белок») | Шесть или Золото           | Российская империя                          |                            |                               | Вариант: От тюрк. Алтын (золото)      |
| Полтинник                  | Полтинники                 | м                          | рус. Полтинник, полтина                                 | Белка                      | СССР                                        |                            | 1⁄2 рубля                     | Происхождение от слова «белка» спорно |
| Полуполтинник              | Полуполтинники             | м                          | рус. Полуполтинник                                      | Белка                      | СССР                                        |                            | 1⁄4 рубля                     | Происхождение от слова «белка» спорно |
| Пара                       |                            |                            |                                                         |                            |                                             |                            |                               |                                       |
| Пара                       | Пары                       | ж                          | тур. Para                                               | Кусок                      | Турция                                      | 1623—1930                  | 1⁄40 куруша                   |                                       |
| Пара                       | Пары                       | ж                          | серб. Пара, Para                                        | Кусок                      | Югославия                                   | 1920—2003                  | 1⁄100 югославского динара     |                                       |
| Пара                       | Пары                       | ж                          | серб. Пара, Para                                        | Кусок                      | Сербия                                      | 1867—1918, 2003 →          | 1⁄100 сербского динара        |                                       |
| Пара                       | Пары                       | ж                          | серб. Пара, Para                                        | Кусок                      | Черногория                                  | 1906—1918                  | 1⁄100 черногорского перпера   |                                       |
| Пара                       | Пары                       | ж                          |                                                         | Кусок                      | Молдавское княжество, · Валашское княжество | 1771—1774                  |                               |                                       |
| Пара                       | Пары                       | ж                          |                                                         | Кусок                      | Крымское ханство                            | ок. 1660—1783              |                               |                                       |
| Прочие                     |                            |                            |                                                         |                            |                                             |                            |                               |                                       |
|                            |                            |                            |                                                         |                            |                                             |                            |                               |                                       |

## Персидские корни
Название мальдивского лари происходит от средневекового лари (ларина) — разновидности домонетных товарных денег, представлявших собой серебряную проволоку длиной около 10 см, диаметром около 2 мм и весом 4,5—5 г, которая была изогнута в форме рыболовецкого крючка (буквой C, J или S). На них были отчеканены изречения из Корана и имена правителей. Эти денежные знаки были распространены в XVI—XVII веках на территории, прилегающей к Персидскому и Бенгальскому заливам, в Аравии, на Цейлоне, а также на островах Индийского океана. Название своё эти домонетные деньги получили в честь персидского города Лара. Считается, что именно здесь они появились впервые. Схожее название, которое происходит от грузинского слова «запас», «имущество», носит национальная валюта Грузии — лари.
Исторически пайса равнялась 1/64 рупии. Сегодня пайса (пайс; англ. paisa, poisha; бенг. পয়সা; хинди पैसा; урду پیسہ‎) является разменной денежной единицей Индии, Непала, Пакистана и Бангладеш и составляет 1/100 рупии (таки). Родственное название — байза (англ. baisa; араб. بيسة‎), которая используется в качестве разменной денежной единицы в Омане и равна 1/1000 риала. На языке хинди словом «пайса» иногда называют наличные деньги вообще.
Тенге (данек в арабских странах; дангх в Персии; танка, тангка или таньга в Индии, на Цейлоне, в Тибете и в Непале; таньга или теньга в Хивинском и Кокандском ханствах, в Бухарском эмирате) — первоначально мелкая серебряная, а затем медная монета в странах Востока. В Древней Греции и в Персии эти монеты называли данака (греч. Δανακη; перс. danaka). Иногда так же называли ещё и греческий обол (например, согласно античным источникам, плату за перевоз усопших в загробный мир — обол Харона).
Отсюда же, согласно некоторым версиям, происходит слово «тамга», означающее на тюркских языках знак (тавро, клеймо, печать), монетный штемпель, документ с ханской печатью, налог, а также название древнерусской денги (тюрк. täŋkä), впоследствии ставшей деньгой и собирательным понятием «деньги». Другая версия гласит, что слово «тенге» происходит от тюркского слова со значением «равенство», «весы». В настоящее время название «тенге» носят национальная валюта Казахстана и разменная монета Туркменистана.
| Наименование           | Наименование           | Наименование     | Наименование      | Наименование    | Эмитент                                               | Период                    | Доля базовой денежной единицы          | Примечания      |
| На русском языке       | На русском языке       | На русском языке | На языке эмитента | Значение корня  | Эмитент                                               | Период                    | Доля базовой денежной единицы          | Примечания      |
| Ед. число              | Мн. число              | Род              | На языке эмитента | Значение корня  | Эмитент                                               | Период                    | Доля базовой денежной единицы          | Примечания      |
| Байза, пайса...        | Байза, пайса...        | Байза, пайса...  | Байза, пайса...   | Байза, пайса... | Байза, пайса...                                       | Байза, пайса...           | Байза, пайса...                        | Байза, пайса... |
| ---------------------- | ---------------------- | ---------------- | ----------------- | --------------- | ----------------------------------------------------- | ------------------------- | -------------------------------------- | --------------- |
| Ба́йза                  | Байзы                  | ж                |                   |                 | Оман                                                  |                           |                                        |                 |
| По́йша                  | Пойши                  | ж                |                   |                 | Бангладеш                                             |                           | 1⁄100 таки                             |                 |
| Па́йса                  | Пайсы                  | ж                |                   |                 | Бутан                                                 | ?—1957                    | 1⁄64 бутанской рупии                   |                 |
| Новая па́йса            | Новые пайсы            | ж                |                   |                 | Бутан                                                 | 1957—1974                 | 1⁄100 бутанской рупии                  |                 |
| Па́йса                  | Пайсы                  | ж                |                   |                 | Индия                                                 | 1916—1957                 | 1⁄64 индийской рупии                   |                 |
| Па́йса                  | Пайсы                  | ж                |                   |                 | Индия                                                 | 1957 →                    | 1⁄100 индийской рупии                  |                 |
| Па́йса                  | Пайсы                  | ж                |                   |                 | Непал                                                 |                           |                                        |                 |
| Па́йса                  | Пайсы                  | ж                |                   |                 | Пакистан                                              |                           |                                        |                 |
| Пеза                   | Пезы                   | ж                |                   |                 | Германская Восточная Африка                           | 1890—1904                 | 1⁄64 рупии Германской Восточной Африки |                 |
| Беза                   | Безы                   | ж                |                   |                 | Итальянское Сомали                                    | 1909—1925                 | 1⁄100 рупии Итальянского Сомали        | Вариант: Ба́йза  |
| Деньга, тенге...       |                        |                  |                   |                 |                                                       |                           |                                        |                 |
| Денга́                  | Денги                  | ж                |                   |                 | Древняя Русь · Российская империя                     | ок. 1383 — конец XVIII в. | 1⁄200 рубля = 1⁄6 алтына               |                 |
| Деньга́                 | Деньги                 | ж                |                   |                 | Российская империя                                    | конец XVIII в. — 1828     | 1⁄200 рубля                            |                 |
| Де́нежка                | Денежки                | ж                |                   |                 | Российская империя                                    | 1849—1867                 | 1⁄200 рубля                            |                 |
| Деннинг                | Деннинги               | м                |                   |                 | Дания                                                 | ≈ 1622                    | ?                                      |                 |
| Дана́ка                 | Данаки                 | ж                |                   |                 | Древняя Персия Древняя Греция                         |                           |                                        |                 |
| Данек                  | ?                      | ?                |                   |                 | Арабские страны                                       |                           |                                        |                 |
| Дангх                  | Дангхи                 | м                |                   |                 | Персия                                                |                           |                                        |                 |
| Танга́ (таньга́)         | Танги (таньги)         | ж                |                   |                 | Португальская Индия                                   | до 1958 г.                | 1⁄16 рупии Португальской Индии         |                 |
| Тенга́                  | Тенги                  | ж                |                   |                 | Золотая Орда                                          |                           |                                        |                 |
| Танга́ (таньга́, тангка́) | Танги (таньги, тангки) | ж                |                   |                 | Тибет                                                 |                           |                                        |                 |
| Танка́                  | Танги (таньги)         | ж                |                   |                 | Индия                                                 |                           |                                        |                 |
| Танга́ (таньга́, теньга́) | Танги (таньги, теньги) | ж                |                   |                 | Хивинское ханство Кокандское ханство Бухарский эмират |                           |                                        |                 |
| Тенге́                  | Тенге                  | м                | туркм. Teňňe      |                 | Туркменистан                                          |                           | 1⁄100 туркменского маната              |                 |
| Лари (ларин)           |                        |                  |                   |                 |                                                       |                           |                                        |                 |
| Лари (ларин)           | Лари (ларины)          | м (да, м)        | мальд. ލާރި         |                 | Мальдивы                                              | 1960 →                    | 1⁄100 мальдивской руфии                |                 |
| Прочие                 |                        |                  |                   |                 |                                                       |                           |                                        |                 |
|                        |                        |                  |                   |                 |                                                       |                           |                                        |                 |

## Славянские корни

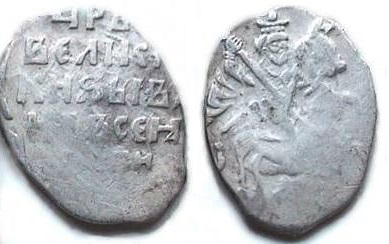
Копейка Ивана Грозного (XVI век)

Название «копейка» (тат. тиен; баш. тин; чув. пус; осет. капекк; удм. коны; мар. ыр; якут. харчы) происходит от изображения всадника с копьём в руке, отчеканенного в первые годы правления Ивана Грозного на русских монетах, давших название номиналу — сначала «копейная денга», затем просто «копейка».
Не находящая подтверждения версия приводится в Толковом словаре живого великорусского языка Владимира Даля: копейка произошла от слова «копить».
От русского слова «копейка» происходит и название азербайджанской разменной монеты — гяпик (азерб. qəpik).
В настоящее время копейка является разменной денежной единицей России, Украины, Беларуси, Приднестровья, а также Азербайджана (под названием «гяпик»).
Липа — от одноимённого дерева.
| Наименование          | Наименование          | Наименование          | Наименование          | Наименование          | Эмитент                            | Период                | Доля базовой денежной единицы | Примечания                       |
| На русском языке      | На русском языке      | На русском языке      | На языке эмитента     | Значение корня        | Эмитент                            | Период                | Доля базовой денежной единицы | Примечания                       |
| Ед. число             | Мн. число             | Род                   | На языке эмитента     | Значение корня        | Эмитент                            | Период                | Доля базовой денежной единицы | Примечания                       |
| Южнославянские монеты | Южнославянские монеты | Южнославянские монеты | Южнославянские монеты | Южнославянские монеты | Южнославянские монеты              | Южнославянские монеты | Южнославянские монеты         | Южнославянские монеты            |
| --------------------- | --------------------- | --------------------- | --------------------- | --------------------- | ---------------------------------- | --------------------- | ----------------------------- | -------------------------------- |
| Липа                  | Липы                  | ж                     | хорв. Lipa            | Липа                  | Хорватия                           | 1994 →                | 1⁄100 хорватской куны         |                                  |
| Копейка и гяпик       |                       |                       |                       |                       |                                    |                       |                               |                                  |
| Копейка               | Копейки               | ж                     | рус. Копейка          | Копьё                 | Российская империя · СССР · Россия |                       | 1⁄100 рубля                   | Вариант: От тюрк. Копек (собака) |
| Копейка               | Копейки               | ж                     | бел. Капейка          | Копейка               | Беларусь                           |                       | 1⁄100 белорусского рубля      | Вариант: От тюрк. Копек (собака) |
| Копейка               | Копейки               | ж                     | укр. Копійка          | Копейка               | Украина                            |                       | 1⁄100 гривны                  | Вариант: От тюрк. Копек (собака) |
| Копейка               | Копейки               | ж                     | рус. Копейка, молд. ? | Копейка               | Приднестровье                      |                       | 1⁄100 приднестровского рубля  | Вариант: От тюрк. Копек (собака) |
| Копейка               | Копейки               | ж                     | тув. ?                | Копейка               | Тувинская Народная Республика      | 1934—1944             | 1⁄100 акши                    | Вариант: От тюрк. Копек (собака) |
| Гяпик                 | Гяпики                | м                     | азерб. Qəpik          | Копейка               | Азербайджан                        |                       | 1⁄100 азербайджанского маната | Вариант: От тюрк. Копек (собака) |
| Прочие русские монеты |                       |                       |                       |                       |                                    |                       |                               |                                  |
| Полуполушка           | Полуполушки           | ж                     | рус. Полуполушка      |                       | Российская империя                 |                       | 1⁄800 рубля                   |                                  |
| Полушка               | Полушки               | ж                     | рус. Полушка          |                       | Российская империя                 |                       | 1⁄400 рубля                   |                                  |
| Гривенник             | Гривенники            | м                     | рус. Гривенник        | Гривна                | Российская империя                 |                       | 1⁄10 рубля                    |                                  |

## Семитские корни
Агора — название происходит от библейского выражения «серебряный грош» (1Цар. 2:36), которое в Синодальном переводе звучит как «гера серебра».
Хумс происходит от арабского «одная пятая».
| Наименование     | Наименование     | Наименование     | Наименование      | Наименование   | Эмитент                   | Период                      | Доля базовой денежной единицы             | Примечания |
| На русском языке | На русском языке | На русском языке | На языке эмитента | Значение корня | Эмитент                   | Период                      | Доля базовой денежной единицы             | Примечания |
| Ед. число        | Мн. число        | Род              | На языке эмитента | Значение корня | Эмитент                   | Период                      | Доля базовой денежной единицы             | Примечания |
| Израиль          | Израиль          | Израиль          | Израиль           | Израиль        | Израиль                   | Израиль                     | Израиль                                   | Израиль    |
| ---------------- | ---------------- | ---------------- | ----------------- | -------------- | ------------------------- | --------------------------- | ----------------------------------------- | ---------- |
| Агора (новая)    | Агоры            | ж                | ивр. אגורה‎        |                | Израиль                   |                             | 1⁄100 нового шекеля                       |            |
| Агора            | Агоры            | ж                | ивр. אגורה‎        |                | Израиль                   |                             | 1⁄100 старого шекеля                      |            |
| Агора            | Агоры            | ж                | ивр. אגורה‎        |                | Израиль                   |                             | 1⁄100 израильской лиры                    |            |
| Прута            | Пруты            | ж                | ивр. פרוטה‎        |                | Израиль                   |                             | 1⁄1000 израильской лиры                   |            |
| Прута            | Пруты            | ж                | ивр. פרוטה‎        |                | Иудея (римская провинция) | I в. до н. э. — I век н. э. | Менявшаяся во времени доля сикля (шекеля) |            |
| Арабские страны  |                  |                  |                   |                |                           |                             |                                           |            |
| Халал            | Халалы           | м                | араб. هللة‎        |                | Саудовская Аравия         |                             | 1⁄100 саудовского рияла                   |            |
| Хумс             | Хумсы            | м                | араб. خمس‎         | Пятая часть    | Мавритания                |                             | 1⁄5 угии                                  |            |

## Бантоидные корни
| Наименование     | Наименование     | Наименование     | Наименование      | Наименование         | Эмитент                     | Период    | Доля базовой денежной единицы | Примечания |
| На русском языке | На русском языке | На русском языке | На языке эмитента | Значение корня       | Эмитент                     | Период    | Доля базовой денежной единицы | Примечания |
| Ед. число        | Мн. число        | Род              | На языке эмитента | Значение корня       | Эмитент                     | Период    | Доля базовой денежной единицы | Примечания |
| ---------------- | ---------------- | ---------------- | ----------------- | -------------------- | --------------------------- | --------- | ----------------------------- | ---------- |
| Тхебе            | Тхебе            | ?                |                   | Щит                  | Ботсвана                    |           | 1⁄100 ботсванской пулы        |            |
| Тамбала          | Тамбалы          | ж                | ньянджа Tambala   | Петух                | Малави                      |           | 1⁄100 малавийской квачи       |            |
| Нгве             | Нгве             | ?                | ньянджа Ngwee     | Яркий, блестящий     | Замбия                      |           | 1⁄100 замбийской квачи        |            |
| Макута           | Макуты           | ж                | От конго -kuta    | Объединять, собирать | Ангола (колония Португалии) | 1926—1953 | 1⁄20 анголара                 |            |
| Ликута           | Макуты           | ж                | От конго -kuta    | Объединять, собирать | Заир                        |           | 1⁄100 заира                   |            |

## Гвинейские корни
| Наименование     | Наименование     | Наименование     | Наименование      | Наименование              | Эмитент | Период | Доля базовой денежной единицы | Примечания |
| На русском языке | На русском языке | На русском языке | На языке эмитента | Значение корня            | Эмитент | Период | Доля базовой денежной единицы | Примечания |
| Ед. число        | Мн. число        | Род              | На языке эмитента | Значение корня            | Эмитент | Период | Доля базовой денежной единицы | Примечания |
| ---------------- | ---------------- | ---------------- | ----------------- | ------------------------- | ------- | ------ | ----------------------------- | ---------- |
| Песева           | Песева           | ?                | акан Pésewabo     | Тёмно-синее семя растения | Гана    |        | 1⁄100 седи                    |            |

## Полинезийские корни
| Наименование     | Наименование     | Наименование     | Наименование        | Наименование                           | Эмитент              | Период | Доля базовой денежной единицы | Примечания |
| На русском языке | На русском языке | На русском языке | На языке эмитента   | Значение корня                         | Эмитент              | Период | Доля базовой денежной единицы | Примечания |
| Ед. число        | Мн. число        | Род              | На языке эмитента   | Значение корня                         | Эмитент              | Период | Доля базовой денежной единицы | Примечания |
| ---------------- | ---------------- | ---------------- | ------------------- | -------------------------------------- | -------------------- | ------ | ----------------------------- | ---------- |
| Ираймбиланья     | ?                | ?                | малаг. Iraimbilanja | Железо (досл. «Одна мера веса железа») | Мадагаскар           |        | 1⁄5 ариари                    |            |
| Тойя             | Тойя             | ?                |                     | Вид морской раковины                   | Папуа — Новая Гвинея |        | 1⁄100 кины                    |            |
| Пья              | Пья              | ?                |                     | Семя такки                             | Мьянма               |        | 1⁄100 кьята                   |            |

## Сино-тибетские корни
Рин: 1/1000 японской иены обозначается иероглифом 厘 (англ. rin), который восходит к китайской единице счисления, означающей 1/100.
В Японии и Корее название 1/100 базовой валюты восходит к иероглифу весовой единицы — цянь. В Японии это иероглиф 銭, в Корее — 錢, а также слог 전.
Иероглиф 分 означает 1/100 (как в общей системе счисления, так и в денежном счёте) и читается как фэнь (англ. fen или fan), в русской традиции перевода, как правило, — фынь (реже фэнь). Используется для обозначения 1/100 базовой валюты в Китае и на Тайване.
Вьетнамское хао, гонконгское хоу, камбоджийский как, аомыньское хо, китайское цзяо (хао) — всё это варианты прочтения одного и того же иероглифа (毫), означающего в китайской системе счисления 1/1000. Однако в системе денежного счисления этим иероглифом в странах региона, как правило, обозначают денежную единицу, равную 1/10 базовой валюты.
| Наименование     | Наименование     | Наименование     | Наименование           | Наименование                 | Эмитент              | Период                             | Доля базовой денежной единицы     | Примечания               |
| На русском языке | На русском языке | На русском языке | На языке эмитента      | Значение корня               | Эмитент              | Период                             | Доля базовой денежной единицы     | Примечания               |
| Ед. число        | Мн. число        | Род              | На языке эмитента      | Значение корня               | Эмитент              | Период                             | Доля базовой денежной единицы     | Примечания               |
| Цянь, сен, чон   | Цянь, сен, чон   | Цянь, сен, чон   | Цянь, сен, чон         | Цянь, сен, чон               | Цянь, сен, чон       | Цянь, сен, чон                     | Цянь, сен, чон                    | Цянь, сен, чон           |
| ---------------- | ---------------- | ---------------- | ---------------------- | ---------------------------- | -------------------- | ---------------------------------- | --------------------------------- | ------------------------ |
| Цянь             | Цяни             | м                | кит. трад. 錢, упр. 钱 | Металлические деньги, Монета | Китай                | С VI н. э. (XII—XIII вв. до н. э.) | Древняя китайская монета          |                          |
| Сен              | Сены             | м                | (яп. 銭, 錢)           | Металлические деньги, Монета | Япония               | 708—958                            | Эквивалент китайского цяня        |                          |
| Сен              | Сены             | м                | (яп. 銭, 錢)           | Металлические деньги, Монета | Япония               | 1587—1870                          |                                   |                          |
| Сен              | Сены             | м                | (яп. 銭, 錢)           | Металлические деньги, Монета | Япония               | 1871 →                             | 1⁄100 японской иены               |                          |
| Сен              | Сены             | м                | (яп. 銭, 錢)           | Металлические деньги, Монета | Япония               |                                    | 1⁄100 военной иены                |                          |
| Сен              | Сены             | м                | кит. трад. 錢          | Металлические деньги, Монета | Китайская Республика | 1895—1946                          | 1⁄100 тайваньской иены            |                          |
| Сен              | Сены             | м                | кор. ?, 錢?            | Металлические деньги, Монета | Корея                | 1910—1945                          | 1⁄100 корейской иены              |                          |
| Чон              | Чоны             | м                | кор. 전?, 錢?          | Металлические деньги, Монета | Корея                | X—XI века                          | Эквивалент китайского цяня        |                          |
| Чон              | Чоны             | м                | кор. 전?, 錢?          | Металлические деньги, Монета | Корея                | 1902—1910                          | 1⁄100 воны                        |                          |
| Чон              | Чоны             | м                | кор. 전?, 錢?          | Металлические деньги, Монета | Республика Корея     | 1945—1953                          | 1⁄100 южнокорейской воны          |                          |
| Чон              | Чоны             | м                | кор. 전?, 錢?          | Металлические деньги, Монета | Республика Корея     | 1953—1962                          | 1⁄100 южнокорейского хвана        |                          |
| Чон              | Чоны             | м                | кор. 전?, 錢?          | Металлические деньги, Монета | Республика Корея     | 1962 →                             | 1⁄100 южнокорейской воны          |                          |
| Чон              | Чоны             | м                | кор. 전?, 錢?          | Металлические деньги, Монета | КНДР                 | 1947 →                             | 1⁄100 северокорейской воны        |                          |
| Прочие           |                  |                  |                        |                              |                      |                                    |                                   |                          |
| Лян              | Ляны             | м                |                        |                              | Китай                |                                    | как правило, 1⁄50 ямба            |                          |
| Фынь             | Фыни             | м                | кит. 分, пиньинь fēn   | Сто                          | Китай                |                                    | 1⁄10 цзяо, 1⁄100 юаня             | Варианты: Фын, Фэн, Фэнь |
| Фынь             | Фыни             | м                | кит. 分, пиньинь fēn   | Сто                          | Китайская Республика |                                    | 1⁄100 нового тайваньского доллара | Варианты: Фын, Фэн, Фэнь |
| Цзяо             | Цзяо             | с                |                        |                              | Китай                |                                    | 1⁄10 юаня                         |                          |
| Четрум           | Четрумы          | м                |                        |                              | Бутан                | 1974—1979                          | 1⁄100 нгултрума                   |                          |
| Чертум           | Четрумы          | м                |                        |                              | Бутан                | 1979 →                             | 1⁄100 нгултрума                   |                          |

## Индоарийские корни
| Наименование     | Наименование     | Наименование     | Наименование                  | Наименование   | Эмитент | Период    | Доля базовой денежной единицы | Примечания |
| На русском языке | На русском языке | На русском языке | На языке эмитента             | Значение корня | Эмитент | Период    | Доля базовой денежной единицы | Примечания |
| Ед. число        | Мн. число        | Род              | На языке эмитента             | Значение корня | Эмитент | Период    | Доля базовой денежной единицы | Примечания |
| ---------------- | ---------------- | ---------------- | ----------------------------- | -------------- | ------- | --------- | ----------------------------- | ---------- |
| Каури            | Каури            | м / с            | хинди ? и урду ?‎ от санскр. ? | Раковина каури | Гвинея  | 1972—1986 | 1⁄100 сили                    |            |

## Нигеро-конголезские корни
| Наименование     | Наименование     | Наименование     | Наименование              | Наименование   | Эмитент | Период | Доля базовой денежной единицы | Примечания |
| На русском языке | На русском языке | На русском языке | На языке эмитента         | Значение корня | Эмитент | Период | Доля базовой денежной единицы | Примечания |
| Ед. число        | Мн. число        | Род              | На языке эмитента         | Значение корня | Эмитент | Период | Доля базовой денежной единицы | Примечания |
| ---------------- | ---------------- | ---------------- | ------------------------- | -------------- | ------- | ------ | ----------------------------- | ---------- |
| Бутут            | Бутуты           | м                | англ. Butut, волоф butuut | Мелочь         | Гамбия  |        | 1⁄100 даласи                  |            |

## Монгольские корни
| Наименование     | Наименование     | Наименование     | Наименование      | Наименование   | Эмитент  | Период | Доля базовой денежной единицы | Примечания |
| На русском языке | На русском языке | На русском языке | На языке эмитента | Значение корня | Эмитент  | Период | Доля базовой денежной единицы | Примечания |
| Ед. число        | Мн. число        | Род              | На языке эмитента | Значение корня | Эмитент  | Период | Доля базовой денежной единицы | Примечания |
| ---------------- | ---------------- | ---------------- | ----------------- | -------------- | -------- | ------ | ----------------------------- | ---------- |
| Мунгу            | Мунгу            | ?                | монг. Мөнгө       |                | Монголия |        | 1⁄100 тугрика                 |            |

## Грузинские корни
| Наименование     | Наименование     | Наименование     | Наименование      | Наименование   | Эмитент | Период | Доля базовой денежной единицы | Примечания |
| На русском языке | На русском языке | На русском языке | На языке эмитента | Значение корня | Эмитент | Период | Доля базовой денежной единицы | Примечания |
| Ед. число        | Мн. число        | Род              | На языке эмитента | Значение корня | Эмитент | Период | Доля базовой денежной единицы | Примечания |
| ---------------- | ---------------- | ---------------- | ----------------- | -------------- | ------- | ------ | ----------------------------- | ---------- |
| Тетри            | Тетри            | ?                | груз. თეთრი       | Серебро        | Грузия  |        | 1⁄100 грузинского лари        |            |